# Nuria Penas
Nuria Penas (Vila de Cruces, Pontevedra, 2003) es una joven regueifera feminista gallega.

## Biografía
Nació en Vila de Cruces en 2003. En 2016 empezó los cursos de improvisación oral o regueifa en el IES Marco de Camballón, donde estudiaba 2º de ESO.  En 2018 participó en el tradicional acto de improvisación oral en verso do Courel, celebrado ese año en Pobra de Brollón donde cantó junto con improvisadores históricos como Antonio Río Montero de 91 años.
En 2022, ya estudiante universitaria, volvió a su antiguo centro de Secundaria a impartir a su primer taller de regueifa a dos grupos de 1º de la ESO donde explicó las distintas modalidades de improvisación oral que hay en el mundo así como las distintas modalidades existentes en Galicia.
También participa en la iniciativa Enreguéifate, una apuesta por difundir la regueifa así como la promoción del uso de la lengua gallega.
Ingresó en la Asociación Oral de Regueifa, surgida en 1997 y con sede en Valladares (Vigo) desde donde imparte cursos en escuelas y distintas asociaciones con un interés creciente por mantener viva esta tradición de improvisación oral.
Es miembro de un nuevo grupo llamado Erre Que Erre que pretende llevar la regueifa a la juventud desde una perspectiva actual, concienciada y mantener la tradición pero ajustada a los cambios generacionales. Nuria Penas, junto con Lorena Médela, fue una de las presentadoras de Regueifa Tour un espectáculo de revitalización de la regueifa que une música y regueifa tradicional con improvisación sobre bases electrónicas y temas sociales de actualidad.
Además ha participado en un festival de improvisación oral  celebrado en la Universidad del País Vasco junto con la bertsolari Oihana Iguaran y la glosadora Nuria Casals.